# Nietążkowo
Nietążkowo (pol. hist. Nietąszkowo) – wieś w Polsce położona w województwie wielkopolskim, w powiecie kościańskim, w gminie Śmigiel, ok. 2 km na południe od Śmigla. Przez Nietążkowo przebiega droga krajowa nr 5.

## Historia
Wieś pierwotnie związana była z Wielkopolską. Ma metrykę średniowieczną i istnieje co najmniej od końca XII wieku. Wcześniej posiadała nazwę Nietąszkowo. Wymieniona w dokumencie zapisanym po łacinie z 1391 Nethanskowo, Netanszkowo, 1394 Netøcowo, 1395 Netaskovo, Netanskovo, Netaszkowa, 1403 Netanszcovo, 1407 Netanschcowo, Netanszcowo, 1408 Nyetanszcowo, 1425 Nyetansscowo, 1429 Nyethanszcowicze, 1462 Nyethaskowo, 1464 Nyethaszkowo, 1465 Nyetszkowo, 1466 Nyetąszkowo, 1491 Nyethanskow, 1510 Nyetaschkowo, 1564 Nietąskow.
Miejscowość należała początkowo do opola przemęckiego reliktu lokalnej wspólnoty rodowo-terytorialnej, która w średniowieczu stała sią podokręgiem kasztealni. W 1417 wieś odnotowano w granicach opola z siedzibą w Przemęcie. W 1462 należała do powiatu kościańskiego Korony Królestwa Polskiego, a w 1510 znajdowała się w parafii Śmigiel.
Miejscowość była wsią szlachecką i należała do lokalnych rodów wielkopolskich: Nietąszkowskich, którzy od nazwy wsi przyjęli odmiejscowe nazwisko, a także do Pradlów, Siberlichów, Falkenhanow, Będlewskich, Ptaszkowskich, Opalińskich, Rozdrażewskich, Śmigielskich, Leszczyńskich, Cykowskich. W 1391 Piotr z Urbanowa zobowiązał się zgodnie z orzeczeniem sądu odstąpić Tomisławowi z Grąbiewa oraz Pradlowi część dziedziny Nietążkowo za 66 grzywien. W 1391 Piotr Siberlich, brat Katarzyny Falkenhanowej pozwał Pradla z Bojanowa o to, iż z 10 równymi sobie oraz 20 sługami napadł na jego dziedzinę Nietążkowie. Kolejny proces o napaść odnotowano w 1394 gdzie Siberlich jako pełnomocnik Piotra Urbanowskiego toczył proces z Andrzejem z Robaczyna o gwałty uczynione w Nietążkowie z 20 szlachcicami oraz 30 kmieciami. W procesie tym Andrzeja zastąpił Maciej Ptaszkowski. Podczas procesu Piotr przedstawił dwa dokumenty dotyczące własności 1/4 Nietążkowa oraz 0,5 Unina i zawarł z nim ugodę. W 1407 toczył kolejny proces z panią Pradlową, która dowodziła, że Gunter Pradel zapłacił temuż Piotrowi za Nietążkowo oraz Unino i nie jest mu już winien 50 grzywien.
W 1395 właściciel we wsi Wawrzyniec Łódzki zwany też Będlewskim toczył proces z Maciejem Ptaszkowskim o 80 grzywien, za które kiedyś mu poręczył Wawrzyniec oraz za które Maciej dał mu 1/4 wsi Nietążkowo oraz połowę Unina. W 1395 szlachcic ten toczył kolejny spór sądowy z Andrzejem Robaczyńskim. Sąd polecił mu dokonać z Andrzejem podziałów majątkowych na połowie Unina oraz 1/4 Nietążkowa oraz w razie potrzeby przejąć jego sprawy w sądzie. W 1399 w procesie z Maciejem z Ptaszkowa sąd przyznał Wawrzyńcowi Łódzkiemu połowę Unina i 1/4 Nietążkowa z racji zadośćuczynienia za daną rękojmię długu.
W latach 1395-1400 toczył się proces sądowy o własność we wsi Nietążkowo pomiędzy Maciejem Ptaszkowskim, a Piotrem Siberlichem, bratem Katarzyny Falkenhan oraz Henrichem Falkenhan. W 1395 Maciej Ptaszkowski pozwał Henricha Falkenhana oraz Kachnę jego żonę o zajęcie gwałtem 1/4 Nietążkowa oraz połowę Unina. W procesie tym obie strony przedstawiły dokumenty dotyczące własności wsi. W 1399 Katarzyna Falkenhan przedstawiła dokument wystawiony, przez królową polską Elżbietę Łokietkówną oraz dokument starosty generalnego Wielkopolski Domarata z Pierzchna wystawionego przed 19 laty w sprawie przekazania jej 100 grzywien przez Jana Siberlicha. Maciej Ptaszkowski przedstawił natomiast dokument sędziego poznańskiego z 1373, a więc wcześniejszy o 7 lat w sprawie nabycia przez niego w działach połowy Unina oraz 1/4 Nietążkowa. W 1400 Maciej Ptaszkowski wygrał w procesie z Piotrem Siberlichem i jego siostrą Katarzyną Falkenhan odzyskując całe Unino oraz połowę Nietążkowa. 
W 1401 wieś Nietążkowo zapłaciła karę z powodu niestawienia się na zebranie opolne w Wilkowie Polskim] w celu rozgraniczenia okolicznych dóbr. W 1417 odnotowano ponownie karę finansową dla miejscowości należących do tego opola w tym dla Nietążkowa.
W 1486 Piotr Opaliński kupił z zastrzeżeniem prawa wykupu od Śmigielskich wieś Nietążkowo za 100 grzywien, a następnie rok później sprzedał ją z zastrzeżeniem prawa wykupu Hinczce z Ujazdu. W 1488 właścicielem staje się Dobiesław z Kociug, który rok później sprzedaje swe prawa Janowi Wąbiewskiemu, a w 1491 Wąbiewski sprzedał wieś Tomaszowi Bieczyńskiemu, Bieczyński zaś Andrzejowi z Szamotuł. W 1494 połowę wsi ponownie kupił Piotr Opaliński od Piotra Śmigielskiego kanonika poznańskiego za 40 złotych węgierskich.  
W 1491 odnotowano Andrzeja syna Jana z Nietążkowa, który był studentem Uniwersytetu Jagiellońskiego w Krakowie. W 1510 wieś Nietążkowo opłacała nauczyciela parafialnego w Śmiglu.
W 1507 Małgorzata ze Śmigla wraz z mężem Janem Rozdrażewskim sprzedała Katarzynie ze Śmigla wdowie po Hieronimie Kretkowskim połowę Popowa, Koszanowa koło Śmigla i 1/3 Nietążkowa za 400 złotych węgierskich i 4 grzywny srebra. 
Miejscowość odnotowana została również w rejestrach podatkowych. W 1510 rządca wsi uprawiał jeden łan, a miejscowi włościanie: Jan, Fryczel oraz Nowak po 8 prętów, Ragola 0,5 łana, Golec 10 prętów, Samson i Dziwosz po 5 prętów. Natomiast 2,5 łana było opuszczone. We wsi było wówczas dwóch zagrodników osiadłych, jeden zagrodnik na gruntach opustoszałych. W 1530 miał miejsce pobór podatków od 4 łanów oraz po 3 grosze od młyna korzecznego zasilanego kołem wodnym, a także od wiatraka. W 1563 pobór miał miejsce od 4,5 łana i korzecznika dorocznego o jednym kole. W 1564 w Nietążkowie było 4,5 łana. W 1566 pobrano podatki od 4 i 3/4 łana, korzecznika o jednym kole oraz od wiatraka. W 1581 miał miejsce pobór od 4 łanów, 2 zagrodników, 3 kwart opuszczonych, owczarza wypasającego 24 owiec, od dwóch ratajów - najemnych pracowników od pługa. W 1583 w Nietążkowie właścicielami ziemskimi byli Jan, Stanisław i Piotr Cykowscy, którzy mieli 3 łany, a Rafał Leszczyński posiadał we wsi 3 i 3/4 łana. 
W wyniku II rozbioru Rzeczypospolitej w 1793, miejscowość przeszła w posiadanie Prus i jak cała Wielkopolska znalazła się w zaborze pruskim. W okresie Wielkiego Księstwa Poznańskiego (1815-1848) miejscowość wzmiankowana jako Nieląszkowo należała do wsi większych w ówczesnym pruskim powiecie Kosten rejencji poznańskiej. Nietąszkowo należało do okręgu śmigielskiego tego powiatu i stanowiło część majątku Bojanowo stare, który należał wówczas do księżnej z rodu Hohenzollern. Według spisu urzędowego z 1837 roku Nieląszkowo liczyło 324 mieszkańców, którzy zamieszkiwali 30 dymów (domostw).
Pod koniec XIX wieku wieś i folwark nadal leżały w powiecie kościańskim i liczyły 27 domów i 255 mieszkańców, z czego 147 było ewangelikami, a 108 katolikami. W latach 1975–1998 miejscowość administracyjnie należała do województwa leszczyńskiego.
W 1618 mieszkał tu Eliasz Arciszewski, który przeniósł się tu po utracie Śmigla. Pełnił rolę patrona i kaznodziei ariańskiego.
W miejscowości znajduje się przystanek kolejowy Nietążkowo i Nietążkowo Szkoła, na trasie nieczynnej linii kolejowej Rakoniewice-Krzywiń.
W Nietążkowie zachował się zabytkowy klasycystyczny zespół dworski z końca XVIII wieku lub poł. XIX wieku, na który składają się dwór, oficyna, budynek gospodarczy, wieża wodna stylizowana na wieżę zegarową, obeliski wjazdowe oraz park. W miejscowości jest także kilka budynków z XIX wieku. We wsi znajduje się cegielnia.